# Heungeop-myeon
Heungeop-myeon (koreanska: 흥업면) är en socken i kommunen Wonju i provinsen Gangwon i den centrala delen av Sydkorea, 90 km öster om huvudstaden Seoul.